# Самусик, Ольга Эдуардовна
Ольга Эдуардовна Самусик (бел. Вольга Эдуардаўна Самусік; 7 января 1985 года, Минск — 7 декабря 2010 года, там же) — белорусская рок-певица и журналистка.

## Биография и карьера
Ольга родилась 7 января 1985 года в Минске (Белорусская ССР).
Она училась в минской школе № 146 с 1991 по 1995 годы, затем перешла в школу № 189, которую окончила в 2002 году. В 2008 году окончила БГУ, факультет журналистики, кафедра зарубежной журналистики и литературы. По распределению работала в газете «Советская Белоруссия», где вела авторскую колонку «Из гримёрки».
Ольга была вокалисткой групп «Tarpach» (2005—2009), «žygimont VAZA» (2004—2010) и «Hasta La Fillsta» (2009—2010)
. Также сотрудничала с группами «B:N:», «Neuro Dubel», «ZM99». Принимала участие в проекте Лявона Вольского «Такога няма нідзе». Она была названа «Рок-княжной» на церемонии «Рок-коронация-2007», которая прошла в Минске 29 февраля 2008 года. После ухода из группы «Hasta La Fillsta» собиралась начать сольную карьеру.
Как вокалистка «Tarpach» в 2007 году на фестивале «Рок-кола» получила приз за лучший вокал, в то время как её группа взяла гран-при.
Как журналист Ольга сотрудничала с «Музыкальной газетой», «Народной волей», «Белорусской деловой газетой» и другими изданиями.

## Болезнь и смерть
Ольга Самусик скончалась ровно за месяц до своего 26-летия, 7 декабря 2010 года, от продолжительной пневмонии. Ей было сделано три тяжёлых операции, после третьей операции в ночь с 6 на 7 декабря девушка не пришла в себя.
Концерт в честь памяти Ольги Самусик был организован её подругой Зоей Сахончик из группы  «ZM99» в декабре 2011 года. Во время вечера на сцену минского клуба «Loft» вышли Александр Раковец и его группа «IQ48», Анастасия Шпаковская, Леонид Нарушевич и его группа «Князь Мышкін», Олег Хоменко, Александр Помидоров, Александр Куллинкович, Юрий Наумов и другие. Собранные деньги отдали родителям Ольги на памятник.

## Оценки
В отчёте со сборного концерта с участием группы «Tarpach» Алена Соболевская, концертный обозреватель сайта «LiveSound.by», отмечала хореографию и вокальные способности «прекрасной музыкальной журналистки (вокалистки)» в 2008 году.
Олег Климов, главный редактор «Музыкальной газеты», вспоминал Ольгу как отличную сотрудницу, которая «всегда делала интересные и классные материалы, сама предлагала идеи»; с музыкальной стороны, по его мнению, она наиболее удало реализовалась в группе «žygimont VAZA». Гитарист «Tarpach» Дмитрий Астапук припоминал, что Ольга «была творческой личностью, способной много на что». Про «явление в белорусском рок-н-роле» говорил основатель и продюсер «Рок-коронации» Юрий Цыбин. Сергей Кононович, гитарист «Hasta La Fillsta», ощущал энергию от личности, «которая хотела жить рок-музыкой». Лявону Вольскому по совместным проектам певица запомнилась своей ответственностью и профессиональностью.

## Дискография
- 2005 — «Zygimont Vaza» — Distortion
- 2010 — Лявон Вольскi — «Такога няма нідзе[тарашк.]»
- 2010 — «Hasta La Fillsta» — № 1 EP
- 2011 — Tribute to Neuro Dubel

## Видеография
- «Zygimont Vaza» — Distortion
- Tarpach — Я люблю людзей
- Tarpach — Нечакана
- Лявон Вольскi — «Такога няма нідзе[тарашк.]»
- Neuro Dubel — 20 лет в тумане